# Проминь (Запорожская область)
Проминь (укр. Промінь) — село,
Проминевский сельский совет,
Мелитопольский район,
Запорожская область,
Украина.
Является административным центром Проминевского сельского совета, в который, кроме того, входят сёла
Береговое,
Волошково,
Отрадное,
Привольное,
Украинское,
Широкий Лан и
Ясное.
С населением 435 человек Проминь является самым маленьким центром сельского совета в Мелитопольском районе.

## Географическое положение
Село Проминь находится на левом берегу реки Юшанлы,
выше по течению на расстоянии в 0,5 км расположено село Широкий Лан,
ниже по течению на расстоянии в 1 км расположено село Береговое,
на противоположном берегу — село Привольное.

## История
- В 1945 г. хутор Аккермен переименован в Проминь[2].

По данным на 1947 год хутор Проминь входил в состав Новопилиповского сельского совета Нововасилевского района. В 1962 году Нововасилевский район был расформирован, и Проминь перешёл в подчинение Мелитопольского района. В 1979 году село Проминь уже входило в состав Ясненского сельского совета. Однако в 1986 году центр сельского совета из Ясного был перенесён в Проминь, и совет стал именоваться Проминевским.
В 1999 году земля КСП «Проминь» была распаёвана, и работники колхоза получили земельные паи. 25 гектаров земли было оставлено в запасе и госрезерве. Из-за этой земли в 2007 году возник конфликт между ЧП «Могучий» из Ясного, которое в тот момент арендовало и обрабатывало землю, и 120 жителями Проминевского сельсовета, добивавшимися распаевания земли.

## Объекты социальной сферы
- Школа.[7]
- Дом культуры.
- Фельдшерско-акушерский пункт.

## Достопримечательности
У села находится величественный 80-летний дуб высотой 22 м. В 1979 году дуб был объявлен памятником природы.